# Левчин, Макс
Макс (Максимилиан Рафаэльевич) Левчин (англ. Max Levchin; род. 15 июля 1975, Киев, УССР, СССР) — американский веб-разработчик и программист, наиболее известен как один из создателей PayPal — крупнейшей в мире системы электронных платежей. Считается членом так называемой «мафии PayPal» — неформального сообщества инвесторов и предпринимателей, работавших в PayPal до её поглощения EBay.

## Краткая биография
Родился 15 июля 1975 года в Киеве в еврейской семье. Именем Максимилиан был назван в честь Максимилиана Волошина, большим поклонником которого был отец Макса — известный в литературных кругах поэт и прозаик Рафаэль Залманович Левчин. Мать — Эльвина Пинхасовна Зельцман (род. 1949), мультимедийный художник, фотограф, переводчик; работала программистом. Вместе с отцом Макс входил в Киевский клуб любителей фантастики «Звездный путь» и был соавтором его рассказа, включенного в сборник «Окончательный текст и другие идиллии».
Брат — Сергей Левчин, переводчик.
В 1991 году семья эмигрировала в США и поселилась в Чикаго.
Ко времени переезда в США Макс уже неплохо знал английский язык, что помогло ему поступить в Иллинойcский университет в Урбана-Шампейн, который закончил в 1997 году. После этого Макс переехал в Кремниевую долину.
До того как стать соучредителем PayPal, Левчин запустил три стартапа, которые не принесли прибыли. Первые большие деньги удалось заработать в 2002 году, когда eBay приобрела платёжную систему PayPal за $1,5 млрд. Ему, как одному из соучредителей, принадлежало тогда 2,3 %, и он получил в результате поглощения около $34 млн. В 2004 году Левчин запустил собственный стартап Slide, главной разработкой которого был сервис удобного отображения большого количества фотографий для пользователей социальной сети MySpace. Позже Slide переориентировалась на создание социальных сервисов для MySpace и Facebook. Slide была продана Google в августе 2010 года за 182 миллиона долларов, а 25 августа Левчин присоединился к компании в качестве вице-президента по проектированию. 26 августа 2011 года Google объявила о закрытии Slide, и Левчин покинул компанию.

## Семья
Дедушка и бабушка со стороны матери были научными работниками:
- Пинхас Аврумович Зельцман — геофизик, изобретатель, научный сотрудник опытно-конструкторского бюро геофизического приборостроения Объединения «Укргеофизика», автор монографии «Конструирование аппаратуры для геофизических исследований скважин» (М.: Недра, 1968)[5];
- Фрима Иосифовна Лукацкая — астрофизик, доктор физико-математических наук, научный сотрудник Главной астрономической обсерватории АН УССР, автор монографий «Статистическое исследование блеска неправильных и полуправильных переменных звёзд» (Киев: Наукова думка, 1969) и «Изменение блеска и цвета нестационарных звёзд» (Киев: Наукова думка, 1977)[6][7][8].

Макс Левчин основал премию в области компьютерных наук в честь бабушки — «Frima Lukatskaya Scholarship in Computer Science».
В 2008 году Левчин женился на Нелли Минковой, с которой он встречался до свадьбы более пяти лет. У пары есть двое детей.